# Globe International School
Globe International Lyceum  — нова сучасна міжнародна школа, в якій викладання здійснюється українською, німецькою та англійською мовами.

## Коротка історія
В серпні 2013 за замовленням ПАТ Промінвестбанк ТОВ «Майстербуд» завершив новий проект «Російсько-української гуманітарної гімназії», виконавши проект реконструкції приміщень банку за адресою вул. Миколи Закревського, 42 та їх добудови.
1 вересня 2013 школа відкрила свої двері першим школярам. Офіційне урочисте відкриття відбулося 18 жовтня 2013, у якому взяли участь міністр освіти і науки України, представники міської та районної адміністрації, управління освіти, та інші офіційні особи.
Асамблея ділових кіл України в травні 2017 р. нагородила школу сертифікатом, що підтверджує «Золотий символ якості національних товарів і послуг». 
8 серпня 2017 р. рішенням Правління ПАТ "Промінвестбанк" "Російсько-українську гуманітарну гімназію" було перейменовано на "Міжнародну школу Глобус" (англ. Globe International School).
У 2018 р. школа успішно пройшла процедуру акредитації освітніх програм міжнародною некомерційною приватною освітньою установою Cambridge International Examinations і стала третьою в Україні школою, акредитованою цією установою.

## Освітні програми
Школа пропонує своїм учням чотиримовну програму навчання. 
Основною іноземною мовою є англійська. 
В школі функціонують групи короткого перебування дітей дошкільного віку PreSchool та створені умови для фізичної, психологічної та мотиваційної підготовки до школи. В групах передбачені ігрові заняття з англійської мови, творчі спектаклі, активні ігри, заняття у басейні тощо. 
Класи з українською мовою навчання працюють на основі державних стандартів. Звертається увага на розвиток логіки та критичного мислення, заняття з ейдетики та каліграфії, виконуються проектні роботи. З 2-го класу всі учні відвідують заняття з основ економіки та фінансової грамотності.
Globe International School має статус підготовчого центру Cambridge English Language Assessment Center, завдяки чому учні мають можливість підготовки та складання міжнародного іспиту з англійської мови на відповідний рівень згідно зі шкалою компетенції Загальноєвропейських рекомендацій з мовної освіти (англ. Common European Framework of Reference for Languages).
Станом на 2018 р. відділення школи «Cambridge International School Globe Ukraine» пропонує школярам такі акредитовані освітні міжнародні програми:
- «Cambridge Primary» (укр. Кембриджська програма початкових класів) — програма, орієнтована на учнів початкової школи;
- «Cambridge Secondary 1 » (укр. Кембриджська програма середніх класів 1) — програма, орієнтована на учнів середньої школи.

Навчаючись за програмами «Cambridge Secondary 1», учні мають право здобувати Міжнародний сертифікат про загальну середнью освіту (англ. International General Certificate of Secondary Education  — «IGCSE»), який визнається і приймається університетами та роботодавцями практично в усьому світі як об'єктивне свідчення про успішність. До таких країн відносяться країни Європейського Союзу, Північної Америки, Північної Африки, ПАР, Австралія та Нова Зеландія, а також, усі країни, що підписали Лісабонську конвенцію про визнання, у тому числі, і Україна, яка підписала цю конвенцію 11.04.1997, і ввела в дію з 01.06.2000.
Навчання в 10-11 класах відбувається на основі індивідуальних освітніх траєкторій для кожного учня та погодження життєвих планів з батьками.
Пріоритетна увага приділяється тим предметам, які передусім необхідні для опанування програм державної атестації та зовнішнього незалежного оцінювання (ЗНО). 
Організовані гуртки та секції: квілінг, hand-made, живопис, шахи, хореографія, плавання, баскетбол, футбол, гімнастика, теніс, тхеквондо, вокал, лікувальна фізкультура, іспанська мова, додаткові заняття з німецької та французької мов.
Створений портал дистанційної освіти, який дозволить учням засвоїти частину матеріалу онлайн вдома за допомоги електронних ресурсів.
Влітку учні відвідують літній мовний табір CampiCCC, що надає можливість навчитися спілкуванню в багатокультурному середовищі.

## Опис
Приміщення школи розташовується у перебудованих приміщеннях Промінвестбанку. Загальна площа 10 000 м², включаючи 25-метровий басейн, актову залу та спортивну залу, спеціалізовані тематичні кабінети. Класи обладнані інтерактивними дошками. Класи і шкільні приміщення обладнані телекамерами для батьківського нагляду за процесом навчання. Для забезпечення безпеки учнів у приміщеннях школи запроваджено вхід за електронними картками. Школа застосовує програмно-технологічний комплекс для ефективного управління загальноосвітнім закладом АС «Школа» і занесена до реєстру шкіл в системі «Моя освіта».
Працює власна кухня та буфет. Всі учні забезпечені сніданком, обідом та полуденком. Передбачений сучасний медичний сервіс. Діє психологічна служба, яка супроводжує дитину упродовж всього навчання.
Більшість домашніх завдань виконуються у форматі проектних робіт під керівництвом вчителя протягом дня. 
Навчально-виховний процес триває з 9:00 до 18:00.
Навчання в школі платне. Для певних категорій населення передбачені гранти. 